# Kim Choo-ja
Kim Choo-ja (김추자?, 金秋子?, Gim Chu-jaLR, Kim Ch'uchaMR; Chuncheon, 2 gennaio 1951) è una cantante sudcoreana.
Considerata l'artista più popolare in Corea del Sud degli anni Settanta e una "regina della danza", Kim causò scalpore sulla scena musicale per i costumi succinti, le movenze sensuali e la voce possente, considerati non convenzionali all'epoca.

## Biografia
Nata il 2 gennaio 1951 a Chuncheon, provincia di Gangwon, come ultimogenita di una famiglia benestante con sei figlie, sin dall'infanzia Kim Choo-ja ha frequentato cori e accademie di ballo, diventando una ginnasta e cheerleader durante la tarda adolescenza, e rappresentando la provincia alle gare di badminton. È arrivata terza al festival locale di Chuncheon con il pezzo tradizionale Susimga, e nel 1969 è entrata alla facoltà di teatro e cinema dell'università Dongguk di Seul dopo aver studiato alle scuole medie e superiori nella sua città d'origine. Vinto il festival canoro universitario, suo cognato le ha procurato un'audizione con il produttore Shin Jung-hyeon, che ha scritto per lei Before It's Late, contenuta nel suo album di debutto pubblicato il 20 ottobre 1969; la popolarità è arrivata pochi mesi dopo, grazie a You're Far Away, tema musicale di un drama mattutino della TBC, che le è valso il premio di miglior esordiente agli MBC Gayo Daejejeon l'anno successivo. La hit seguente, It's a Lie, è uscita nel 1971. A fine 1975 è stata arrestata insieme a decine di altre artisti per uso di cannabis; tutte le sue canzoni sono state bandite adducendo come motivo che potessero ispirare raduni politici. Le è stato impedito di esibirsi per tre anni, tornando sulle scene con un recital al teatro Daehan nel giugno 1978.
Dopo aver pubblicato il quinto album in studio nel 1980 si è ritirata completamente dalle scene, facendo una breve apparizione a un recital nel 1986. Nel 2014 ha pubblicato il suo sesto album Before It's Too Late.

## Vita privata
Nel dicembre 1971, il suo manager So Yoon-seok l'ha colpita al volto con una bottiglia di soju durante un litigio, sfregiandola. Kim è stata sottoposta a sei operazioni chirurgiche, ricevendo cento punti di sutura, mentre So è stato condannato a un anno e mezzo di carcere. L'uomo ha indicato la vendetta per un tradimento come causa del gesto, mentre Kim ha raccontato di essere stata aggredita dopo aver rifiutato una proposta di matrimonio che So aveva avanzato nonostante avessero un rapporto esclusivamente lavorativo.
Nel 1981 ha sposato Park Kyung-soo, professore di scienze politiche all'università Dong-a. La coppia ha avuto una figlia.

## Riconoscimenti
- MBC Gayo Daejejeon
  - 1970 – Miglior esordiente[6]